# 16 février aux Jeux olympiques de 2006
Le jeudi 16 février aux Jeux olympiques d'hiver de 2006 est le sixième jour de compétition.

## Informations
- Dopage : la biathlète russe Olga Pyleva, médaille d'argent sur le 15 km individuel le 13 février, a été déclarée positive à l'occasion d'un contrôle antidopage. Pyleva est exclue des jeux et, disqualifiée, perd sa médaille.

## Programme
- 09h00 : Curling (F) : phase préliminaire (5e session)
  -  Canada 5-6  Suisse
  -  Japon 5-9  Danemark
  -  Russie 4-10  Royaume-Uni
  -  Suède 8-4  Italie
- 09h00 : Combiné nordique (H) : par équipe ; saut à ski, grand tremplin (k125) ; 2e manche (épreuve reportée qui figurait au programme du 15 février)
- 10h00 : Ski de fond (F) : 10 km classique
- 10h00 : Snowboard (H) : Cross ; Qualifications, 1re descente
- 11h00 : Snowboard (H) : Cross ; Qualifications, 2e descente
- 12h00 : Biathlon (F) : Sprint 7,5 km
- 12h05 : Hockey sur glace (H) : Préliminaire groupe A ;  Finlande 6-0  Italie
- 13h05 : Hockey sur glace (H) : Préliminaire groupe A ;  République tchèque 2-3  Suisse
- 14h00 : Curling (H) : phase préliminaire (6e session)
  -  Royaume-Uni 7-6  Allemagne
  -  Suisse 9-7  Nouvelle-Zélande
  -  États-Unis 10-6  Suède
  -  Norvège 5-6  Canada
- 14h00 : Snowboard (H) : Cross ; huitièmes de finale
- 14h18 : Snowboard (H) : Cross ; quarts de finale
- 14h28 : Snowboard (H) : Cross ; demi-finales
- 14h34 : Snowboard (H) : Cross ; finale
- 15h00 : Combiné nordique (H) : par équipe ; ski de fond, 4 × 5 km (épreuve reportée qui figurait au programme du 15 février)
- 16h05 : Hockey sur glace (H) : Préliminaire groupe B ;  Suède 0-5  Russie
- 17h00 : Patinage de vitesse (F) : poursuite par équipe ; demi-finales
- 17h05 : Hockey sur glace (H) : Préliminaire groupe B ;  Slovaquie 6-3  Lettonie
- 17h12 : Patinage de vitesse (H) : poursuite par équipe ; demi-finales
- 17h30 : Skeleton (F) : 1re manche
- 18h30 : Patinage de vitesse (F) : poursuite par équipe ; finale
- 18h50 : Patinage de vitesse (H) : poursuite par équipe ; finale
- 18h50 : Skeleton (F) : 2e manche (manche finale)
- 19h00 : Curling (F) : phase préliminaire (6e session)
  -  Suède 5-4  États-Unis
  -  Danemark 2-10  Suisse
  -  Canada 10-8  Norvège
- 19h00 : Patinage artistique (H) : programme libre
- 20h05 : Hockey sur glace (H) : Préliminaire groupe A ;  Canada 5-1  Allemagne
- 21h05 : Hockey sur glace (H) : Préliminaire groupe A ;  États-Unis 4-1  Kazakhstan

(H) : Hommes ; (F) : Femmes ; (M) : Mixte
L'heure utilisée est l'heure de Turin : UTC+01 heure ; la même utilisée à Bruxelles, Genève et Paris.

## Finales

### Ski de fond – 10 km classique F
| Place | Nation             | Athlète                | Temps         |
| ----- | ------------------ | ---------------------- | ------------- |
| 1er   | Estonie            | Kristina Smigun        | 27 min 51 s 4 |
| 2e    | Norvège            | Marit Bjørgen          | 28 min 12 s 7 |
| 3e    | Norvège            | Hilde Pedersen         | 28 min 14 s 0 |
| 4e    | Norvège            | Kristin Stormer Steira | 28 min 21 s 0 |
| 5e    | République tchèque | Kateřina Neumannová    | 28 min 22 s 2 |
| 6e    | Slovénie           | Petra Majdic           | 28 min 22 s 3 |
| 7e    | Finlande           | Aino Kaisa Saarinen    | 28 min 29 s 6 |
| 8e    | Canada             | Sara Renner            | 28 min 33 s 0 |

### Biathlon - sprint 7,5 km F
| Place | Nation      | Athlète                 | Pénalités | Temps         |
| ----- | ----------- | ----------------------- | --------- | ------------- |
| 1er   | France      | Florence Baverel-Robert | 0         | 22 min 31 s 4 |
| 2e    | Suède       | Anna Carin Olofsson     | 1         | 22 min 33 s 8 |
| 3e    | Ukraine     | Lilia Efremova          | 0         | 22 min 38 s 0 |
| 4e    | Russie      | Albina Akhatova         | 0         | 22 min 40 s 2 |
| 5e    | Biélorussie | Olena Zubrilova         | 0         | 22 min 40 s 5 |
| 6e    | France      | Sandrine Bailly         | 2         | 22 min 43 s 0 |
| 7e    | Allemagne   | Kati Wilhelm            | 1         | 22 min 49 s 8 |
| 8e    | Biélorussie | Olga Nazarova           | 0         | 22 min 53 s 2 |

### Snowboard - Cross H
| Place | Nation     | Athlète              | Points de course |
| ----- | ---------- | -------------------- | ---------------- |
| 1er   | États-Unis | Seth Wescott         | 1 000            |
| 2e    | Slovaquie  | Radoslav Zidek       | 800              |
| 3e    | France     | Paul-Henri de Le Rue | 600              |
| 4e    | Espagne    | Jordi Font           | 500              |
| 5e    | Canada     | Jasey Jay Anderson   | 450              |
| 6e    | États-Unis | Jason R. Smith       | 400              |
| 7e    | Australie  | Damon Hayler         | 360              |
| 8e    | Autriche   | Dieter Krassnig      | 320              |

### Combiné nordique - par équipe H
| Place | Nation             | Athlètes                                                              | Temps de l'équipe |
| ----- | ------------------ | --------------------------------------------------------------------- | ----------------- |
| 1er   | Autriche           | Michael Gruber Christoph Bieler Felix Gottwald Mario Stecher          | 49 min 42 s 6     |
| 2e    | Allemagne          | Björn Kircheisen Georg Hettich Ronny Ackermann Jens Gaiser            | +15 s 3           |
| 3e    | Finlande           | Antti Kuisma Anssi Koivuranta Jaakko Tallus Hannu Manninen            | +26 s 8           |
| 4e    | Suisse             | Ronny Heer Jan Schmid Andreas Hurschler Ivan Rieder                   | +1 min 22 s 3     |
| 5e    | France             | François Braud Ludovic Roux Jason Lamy-Chappuis Nicolas Bal           | +1 min 32 s 0     |
| 6e    | Japon              | Daito Takahashi Takashi Kitamura Norihito Kobayashi Yosuke Hatakeyama | +1 min 43 s 4     |
| 7e    | États-Unis         | Johnny Spillane Carl Van Loan Bill Demong Todd Lodwick                | +1 min 59 s 9     |
| 8e    | République tchèque | Ladislav Rygl Pavel Churavy Aleš Vodseďálek Tomas Slavik              | +4 min 05 s 9     |

### Patinage de vitesse - poursuite par équipe F
| Place | Nation     | Athlètes                                                   | Temps         |
| ----- | ---------- | ---------------------------------------------------------- | ------------- |
| 1er   | Allemagne  | Daniela Anschütz-Thoms Anni Friesinger Claudia Pechstein   | 3 min 01 s 25 |
| 2e    | Canada     | Kristina Groves Clara Hughes Christine Nesbitt             | + 1 s 66      |
| 3e    | Russie     | Yekaterina Abramova Yekaterina Lobysheva Svetlana Vysokova | -             |
| 4e    | Japon      | Eriko Ishino Hiromi Otsu Maki Tabata                       | DSQ           |
| 5e    | États-Unis | Margaret Crowley Maria Lamb Catherine Raney                | 3 min 04 s 22 |
| 6e    | Pays-Bas   | Gretha Smit Paulien van Deutekom Ireen Wüst                | +1 s 40       |
| 7e    | Norvège    | Annette Bjelkevik Hedvig Bjelkevik Maren Haugli            | 3 min 06 s 20 |
| 8e    | Chine      | Ji Jia Wang Fei Zhang Xiaolei                              | +0 s 71       |

### Patinage de vitesse - poursuite par équipe H
| Place | Nation     | Athlètes                                            | Temps         |
| ----- | ---------- | --------------------------------------------------- | ------------- |
| 1er   | Italie     | Matteo Anesi Enrico Fabris Ippolito Sanfratello     | 3 min 44 s 46 |
| 2e    | Canada     | Arne Dankers Steven Elm Justin Warsylewicz          | +2 s 82       |
| 3e    | Pays-Bas   | Sven Kramer Mark Tuitert Carl Verheijen             | 3 min 44 s 53 |
| 4e    | Norvège    | Havard Bokko Eskil Ervik Mikael Flygind-Larsen      | +1 s 43       |
| 5e    | Russie     | Aleksandr Kibalko Dmitry Shepel Ivan Skobrev        | 3 min 46 s 91 |
| 6e    | États-Unis | KC Boutiette Charles Leveille Clay Mull             | +2 s 82       |
| 7e    | Allemagne  | Stefan Heythausen Robert Lehmann Tobias Schneider   | 3 min 48 s 28 |
| 8e    | Japon      | Kesato Miyazaki Teruhiro Sugimori Takahiro Ushiyama | +2 s 09       |

### Skeleton - Femmes
| Place | Nation      | Athlète                        | Temps         |
| ----- | ----------- | ------------------------------ | ------------- |
| 1er   | Suisse      | Maya Pedersen                  | 1 min 59 s 83 |
| 2e    | Royaume-Uni | Shelley Rudman                 | 2 min 01 s 06 |
| 3e    | Canada      | Mellisa Hollingsworth-Richards | 2 min 01 s 41 |
| 4e    | Allemagne   | Diana Staror                   | 2 min 01 s 69 |
| 5e    | Italie      | Costanza Zanoletti             | 2 min 02 s 17 |
| 6e    | États-Unis  | Katie Uhlaender                | 2 min 02 s 30 |
| 7e    | Suisse      | Tanja Morel                    | 2 min 02 s 50 |
| 8e    | Allemagne   | Anja Huber                     | 2 min 02 s 56 |

### Patinage artistique - Hommes
| Place | Nation     | Athlète           | Points |
| ----- | ---------- | ----------------- | ------ |
| 1er   | Russie     | Evgeni Plushenko  | 258,33 |
| 2e    | Suisse     | Stéphane Lambiel  | 231,21 |
| 3e    | Canada     | Jeffrey Buttle    | 227,59 |
| 4e    | États-Unis | Evan Lysacek      | 220,13 |
| 5e    | États-Unis | Johnny Weir       | 216,63 |
| 6e    | France     | Brian Joubert     | 212,89 |
| 7e    | États-Unis | Matthew Savoie    | 206,67 |
| 8e    | Japon      | Daisuke Takahashi | 204,89 |

## Médailles du jour
| Rang | Nations     | Médaille d'or, Jeux olympiques | Médaille d'argent | Médaille de bronze | Total |
| ---- | ----------- | ------------------------------ | ----------------- | ------------------ | ----- |
| 1er  | Allemagne   | 1                              | 1                 | 0                  | 2     |
| -    | Suisse      | 1                              | 1                 | 0                  | 2     |
| 3e   | France      | 1                              | 0                 | 1                  | 2     |
| 4e   | Russie      | 1                              | 0                 | 1                  | 2     |
| 5e   | Autriche    | 1                              | 0                 | 0                  | 1     |
| -    | Italie      | 1                              | 0                 | 0                  | 1     |
| -    | Estonie     | 1                              | 0                 | 0                  | 1     |
| -    | États-Unis  | 1                              | 0                 | 0                  | 1     |
| 9e   | Canada      | 0                              | 2                 | 2                  | 4     |
| 10e  | Norvège     | 0                              | 1                 | 1                  | 2     |
| 11e  | Slovaquie   | 0                              | 1                 | 0                  | 1     |
| -    | Suède       | 0                              | 1                 | 0                  | 1     |
| -    | Royaume-Uni | 0                              | 1                 | 0                  | 1     |
| 14e  | Ukraine     | 0                              | 0                 | 1                  | 1     |
| -    | Pays-Bas    | 0                              | 0                 | 1                  | 1     |
| -    | Finlande    | 0                              | 0                 | 1                  | 1     |